# Graellsia (Bombycidae)
Graellsia (Bombycidae) é um gênero de mariposa pertencente à família Bombycidae.